# دبی راس
دِبی راس (انگلیسی: Debbie Russ؛ زادهٔ ۲ اوت ۱۹۶۰) بازیگر اهل بریتانیا است.
از فیلم‌ها یا برنامه‌های تلویزیونی که وی در آن نقش داشته است، می‌توان به وروجک‌ها اشاره کرد.